# A' Katīgoria 1977-1978
L'edizione 1977-78 della A' Katīgoria fu la 39ª del massimo campionato cipriota; vide la vittoria finale dell'Omonia, che conquista il suo ottavo titolo, il quinto consecutivo.
Capocannoniere del torneo fu Andreas Kanaris dell'Omonia con 20 reti.

## Formula
Le 16 squadre partecipanti hanno disputato il campionato incontrandosi in due gironi di andata e ritorno, per un totale di 30 giornate. Era prevista un'unica retrocessione.

## Classifica finale
|  |    | Classifica finale   | G  | V  | N  | P  | GF | GS | DR  | Punti |
|  | -- | ------------------- | -- | -- | -- | -- | -- | -- | --- | ----- |
|  | 1  | Omonia (C)          | 30 | 22 | 7  | 1  | 77 | 15 | +62 | 51    |
|  | 2  | APOEL (CC)          | 30 | 17 | 7  | 6  | 47 | 20 | +27 | 41    |
|  | 3  | Pezoporikos Larnaca | 30 | 15 | 7  | 8  | 40 | 30 | +10 | 37    |
|  | 4  | EN Paralimni        | 30 | 12 | 12 | 6  | 38 | 28 | +10 | 36    |
|  | 5  | Anorthōsis          | 30 | 11 | 13 | 6  | 44 | 29 | +15 | 35    |
|  | 6  | Alkī Larnaca        | 30 | 11 | 10 | 9  | 35 | 40 | -5  | 32    |
|  | 7  | Arīs Limassol       | 30 | 10 | 11 | 9  | 51 | 41 | +10 | 31    |
|  | 8  | EPA Larnaca         | 30 | 9  | 13 | 8  | 44 | 35 | +9  | 31    |
|  | 9  | Apollōn Limassol    | 30 | 10 | 10 | 10 | 40 | 36 | +4  | 30    |
|  | 10 | Nea Salamis         | 30 | 8  | 12 | 10 | 43 | 48 | -5  | 28    |
|  | 11 | Olympiakos Nicosia  | 30 | 7  | 11 | 12 | 26 | 35 | -9  | 25    |
|  | 12 | AEL Limassol        | 30 | 7  | 10 | 13 | 41 | 48 | -7  | 24    |
|  | 13 | APOP Paphou         | 30 | 6  | 10 | 14 | 22 | 45 | -23 | 22    |
|  | 14 | Evagoras Paphou     | 30 | 4  | 12 | 14 | 32 | 59 | -27 | 20    |
|  | 15 | Digenīs Morphou     | 30 | 5  | 9  | 16 | 30 | 61 | -31 | 19    |
|  | 16 | Chalkanoras Idaliou | 30 | 6  | 6  | 18 | 22 | 62 | -40 | 18    |

G = Partite giocate; V = Vittorie; N = Nulle/Pareggi; P = Perse; GF = Goal fatti; GS = Goal subiti; DR = Differenza reti.
- (C): Campione nella stagione precedente
- (CC): Vince la Coppa di Cipro

### Verdetti
- Omonia Campione di Cipro 1977-78.
- Chalkanoras Idaliou retrocessa in Seconda Divisione.

### Qualificazioni alle Coppe europee
- Coppa dei Campioni 1978-1979: Omonia qualificato.
- Coppa delle Coppe 1978-1979: APOEL qualificato.
- Coppa UEFA 1978-1979: Pezoporikos Larnaca qualificato.